# Eton mess
L'Eton mess est un dessert traditionnel anglais composé d'un mélange de fraises, de meringue et de crème et parfois avec de la banane.

## Origine
L'Eton mess est l'un des desserts britanniques les plus célèbres. Une légende veut que lors d’un pique-nique lors d'un tournoi de cricket du Collège Eton dans les années 1930, une pavlova aux fraises destinée aux joueurs après le match fut renversée ou écrasée sans que cette « déstructuration » n'en altère pour autant le goût.
Ainsi, le mot mess signifierait soit « désordre », « bazar », « pagaille » en référence au fait que les ingrédients composant le gâteau sont mélangés, soit « mixture, ».

## Analogie avec la pavlova
Les bases de l'Eton mess et de la pavlova sont les mêmes : meringue française, crème chantilly et fruits frais. La seule différence réside dans la préparation « anarchique » de la version anglaise de ce dessert.